# Demon Slayer
Demon Slayer (japanisch 鬼滅の刃 Kimetsu no Yaiba) ist eine Manga-Serie von Koyoharu Gotōge. Sie erscheint seit 2016 in Japan und wurde als Anime-Fernsehserie adaptiert, die auch als Demon Slayer: Kimetsu no Yaiba bekannt wurde, sowie in weiteren Medien umgesetzt. Manga und Anime sind in die Genres Action, Fantasy und Drama einzuordnen. Sie erzählen vom Schicksal zweier Geschwister, die Jüngere der beiden ist scheinbar zu einem menschenfressenden Dämon geworden und der Ältere versucht für diesen Zustand eine Heilung zu finden. Sowohl in Japan als auch international war das Franchise außergewöhnlich erfolgreich. So war der Titel auf Platz 1 der meistverkauften Mangas in Japan 2020, die Fernsehserie erreichte hohe Einschaltquoten und der erste Film zur Serie, Demon Slayer: Kimetsu no Yaiba – The Movie: Mugen Train, war 2020 der erfolgreichste Kinofilm weltweit.

## Inhalt
Der Junge Tanjirō Kamado wächst als ältester Sohn eines Köhlers auf. Um für seine fünf jüngeren Geschwister und seine Mutter zu sorgen, macht er sich besonders viel Arbeit und geht auch im tiefen Winter noch aus dem Wald in die Stadt, um Kohle zu verkaufen. Dort ist der fleißige Junge bei vielen beliebt. Doch als er eines Tages zur Hütte seiner Familie zurückkehrt, wurden alle Opfer eines Angriffs. Den Spuren nach waren es die Dämonen, von denen die Legenden erzählen und die nachts Menschen fressen. Nur Tanjirōs Schwester Nezuko ist noch warm, also nimmt er sie mit auf dem Weg in die Stadt. Unterwegs stellt sich jedoch heraus, dass sie auch zu einem Dämon und damit zu einer Gefahr geworden ist. Sie treffen auf Giyū Tomioka, die Säule (柱 hashira, deutsch ‚Säule, Pfeiler‘, eine „Säule“ oder Hashira ist ein herausragendes Mitglied im Korps der Dämonenjäger) des Wassers. Er will Nezuko töten, doch Tanjirō will seine kleine Schwester beschützen. Es kommt zum Kampf, in dem auch Nezuko ihren Bruder beschützt. Tomioka erkennt die starke Verbindung zwischen den beiden und ihr Potential, lässt sie daher beide leben und schickt sie zu seinem Meister Sakonji Urokodaki.
Auf der Reise zu Meister Urokodaki treffen die Geschwister einen anderen Dämonen, gegen den sie sich verteidigen müssen, und gegen den Nezuko ihren Bruder erneut beschützt. Sie selbst muss sich tagsüber vor Sonnenlicht verbergen, um nicht zu zerfallen und nicht von Menschen als Dämon erkannt zu werden. Bei Urokodaki angekommen geht Tanjirō bei ihm in die Lehre, um ein Dämonenjäger zu werden und eines Tages seiner Schwester helfen zu können, wieder ein Mensch zu werden. Schließlich gelingt ihm mit Hilfe zweier Geister der Abschluss der Lehre und die Prüfung zum Dämonenjäger: Sieben Tage und Nächte auf dem von Dämonen besiedelten Berg Fujikasane zu überleben. Am Ende haben nur wenige der Prüflinge überlebt, unter ihnen auch der ängstliche Zenitsu Agatsuma und der selbstbewusste Genya Shinazugawa. Sie erhalten einen Raben als Botschafter, der sie begleitet und ihnen ihre Aufträge mitteilt.
Nach der Prüfung erhält Tanjirō ein eigens für ihn geschmiedetes Schwert. Mit ihm wird er auf seine ersten Aufträge gesandt, bei denen er Dämonen besiegen soll, die Menschen jagen. Nezuko trägt er dabei immer in einer Holzkiste, geschützt vor dem Sonnenlicht, bei sich. Nachts im Kampf ist sie ihm von großer Hilfe. Schließlich gelangt er in das bereits modernisierte Tokio. Er staunt über die ihm bisher unbekannte Technik und trifft überraschend, erstmals, auf den Dämonen Muzan Kibutsuji. Dieser ist der Ursprung der anderen Dämonen und schart eine Gruppe von Ausgesuchten um sich: die zwölf Monde. Als Tanjirō ihm nachjagen will, weil er sich durch ihn die Heilung von Nezuko erhofft, trifft er auf Tamayo und Yushiro. Die beiden Dämonen leben als Ärztin und Gehilfe friedlich unter den Menschen. Sie wollen den Geschwistern helfen, doch werden dann von Kibutsujis Gehilfen angegriffen. Nach einem harten Kampf beschließen sie, gemeinsam die Dämonen zu erforschen und Nezuko zu helfen. Tanjirō soll dafür von allen Dämonen Blutproben für Tamayo sammeln.
Bei seinem nächsten Auftrag trifft der Dämonenjäger wieder auf Zenitsu, den er vom Flirten mit einem Mädchen abhalten muss. Gemeinsam müssen sie drei Geschwistern helfen, deren Ältester in einem Haus voller Dämonen gefangen ist. Dort treffen sie auf den wilden Dämonenjäger Inosuke Hashibira mit dem Kopf eines Ebers. Alle drei können zusammen die Dämonen des Hauses töten – in zu großer Angst wird Zenitsu bewusstlos und zu einem großartigen Kämpfer in Trance – doch muss danach Nezuko vor dem unbändigen Inosuke beschützt werden. Nachdem Tanjirō Inosuke eine Kopfnuss verpasst und ihm bewusst macht wie sehr er um sie gekämpft hat, ziehen sie als Trio weiter. Sie werden von einer Dame in ihren Tempel eingeladen, um sich zu erholen. Die Dame kennt die Demon Slayer und ist sehr gastfreundlich. Zenitsu erfährt, dass Tanjirō ein Mädchen mitführt und konfrontiert ihn, warum er nicht sage, dass er ein so hübsches Mädchen im Rucksack mit sich führt. Zenitsu verliebt sich sehr schnell in Nezuko und rennt die ganze Nacht hinter ihr her.
Als ihr Aufenthalt beendet war, bekommen die drei erneut einen Auftrag. Sie werden auf einen Berg geschickt, auf dem eine Dämonenfamilie ihr Unwesen treibt. Zenitsu bleibt zunächst zurück, bemüht sich aber, um Nezukos Sicherheit zu gewährleisten, auch den Weg auf den Berg aufzunehmen. Diese Entscheidung bereut er, als er sich in der Gegenwart einer Spinne mit menschenartigem Kopf wiederfindet. Während Tanjirō und Inosuke versuchen, nacheinander die Mitglieder der Dämonenfamilie auszulöschen, wird er von weiteren Spinnen heimgesucht, von dessen Gift er sich selbst in einen der achtbeinigen Artgenossen verwandeln sollte. Das erspart ihm nicht den Kampf gegen den Dämonen, den er zwar gewinnt, aber danach trotzdem geplagt vom Gift liegend zurückbleibt. Die Hilfe naht zum rechten Zeitpunkt: Shinobu und Giyu, zwei Säulen, helfen den Rangunterlegenen. Zenitsu bekommt ein Gegengift verabreicht und Inosuke wird zuerst aus der Faust des Familienvaters gerettet, wonach Giyu auch Tanjirō das Leben rettet, der beim Kampf gegen einen der Dämonenmonde („abnehmende Fünf“, 下弦の伍 Kagen no go) getäuscht wird. Shinobu stößt nach dem Kampf auf die drei und versucht, Nezuko zu töten. Tanjirō läuft mit seiner Schwester auf dem Rücken davon. Giyu stellt sich Shinobu in den Weg, worauf sie ihn damit konfrontiert, dass sein Verhalten gegen die Regeln verstoße. Rechtzeitig trifft eine Botschaft ein, die besagt, dass Tanjirō und Nezuko vom Anführer der Dämonenjäger Kagaya Ubuyashiki verlangt werden. Dank des Briefes von Urokodaki, zu dem er ein enges Vertrauensverhältnis pflegt, beschließt Ubuyashiki, dass Nezuko und Tanjirō am Leben bleiben und miteinander kämpfen dürfen. Sollte Nezuko jemals einen Menschen fressen, würden Tanjirō, Giyu, sowie Urokodaki gemeinsam mit Nezuko mit ihrem Leben bezahlen.
Da Inosuke und Zenitsu genau wie Tanjirō mit schweren Verletzungen aus dem Kampf zurückgekehrt waren, müssen sich nun alle drei wieder vollständig erholen. Sie unterziehen sich einem Rehabilitationstraining und beherrschen schon bald die totale Konzentrationsatmung, mit welcher sie ihr Potenzial erheblich steigern können.
Schon bald nach ihrer Genesung bekommen Tanjirō, Inosuke und Zenitsu einen neuen Auftrag. Sie treffen in einem Zug auf die Säule der Flammen. Ein normaler Auftrag wird für einen der vier Dämonenjäger tödlich enden.
Nachdem Kyojuro Rengoku im Kampf gegen Akaza gefallen war, befolgt Tanjiro die letzten Worte von Rengoku und macht sich auf den Weg zu dessen kleinem Bruder Senjuro, um mehr über die Sonnen-Atmung zu erfahren. Von ihm erfährt er, dass das Buch über die Sonnen-Atmung bereits zerrissen ist. Die Gruppe erhält einen neuen Auftrag: Sie sollen die „Säule“ (柱 hashira, deutsch ‚Säule, Pfeiler‘) Tengen Uzui unterstützen, dessen drei Frauen im Freuden-Viertel verschwunden sind. Sie werden als junge Frauen verkleidet in drei Bordelle eingeschleust und finden die Dämonin Daki, in deren Körper ihr großer Bruder Gyotaru versteckt ist. Tengen und Tanjiro kämpfen gemeinsam gegen sie, während Zenitsu und Inosuke die verschwundenen Frauen von Tengen und weitere Menschen wiederfinden. Die Dämonen werden besiegt und Tengen verliert dabei seinen linken Arm und sein linkes Auge und geht in den Ruhestand, um Anwärter des Dämonenjägerkorps zu künftigen Dämonenjäger (englisch Demon Slayer) auszubilden. Tanjiro macht sich auf, sein Schwert reparieren zu lassen. Er wird in das verborgene Dorf der Schmiede geführt, wo er auf weitere Säulen des Dämenjägerkorps trifft. Diese sind die Säule des Nebels Muichirō Tokitō – ein Junge in etwa dem Alter von Tanjiro Kamado – und die Säule der Liebe Mitsuri Kanroji, deren Atmung die Liebesatmung ist.

## Veröffentlichung
Die Serie erschien von Februar 2016 bis Mai 2020 im Magazin Shūkan Shōnen Jump beim Verlag Shūeisha. Dieser brachte die 205 Kapitel auch in 23 Sammelbänden heraus. Noch während die Serie veröffentlicht wurde, startete im April 2019 ein Ableger im Shōnen Jump, geschrieben und gezeichnet von Ryoji Hirano, unter dem Titel Kimetsu no Yaiba: Gaiden (鬼滅の刃: 外伝). Die Serie wurde im Oktober 2020 abgeschlossen und erschien auch in einem Sammelband. Von April 2021 bis März 2024 erschien der Ableger Kimetsu Gakuen! (キメツ学園) von Natsuki Hokami im Saikyō Jump, der auch in insgesamt sechs Sammelbänden erschien.
Eine deutsche Fassung erschien von April 2020 bis Dezember 2023 bei Manga Cult mit allen 23 Bänden. Die Übersetzung stammt von Burkhard Höfler. Im November 2023 erschien hier auch der Ableger Gaiden unter dem Titel Demon Slayer – Kimetsu no Yaiba: Wasser und Flammen. Der zweite Ableger erschien von Juni 2024 bis Mai 2025 als Demon Slayer – Kimetsu no Yaiba: School Days vollständig auf Deutsch. Eine englische Übersetzung von Demon Slayer erschien bei Viz Media, eine französische bei Panini Comics, eine spanische bei Norma Editorial und eine italienische bei Edizioni Star Comics. Auf Polnisch wurde der Manga von Waneko veröffentlicht, auf Portugiesisch von Viz Media und Planet Manga und auf Chinesisch von Tong Li Publishing in Taiwan. Auch die Ablegerserien wurden in einige dieser Sprachen übersetzt.
Zum ersten Film erschien ein Artbook unter dem Titel Demon Slayer – Kimetsu no Yaiba: The Movie: Mugen Train, zunächst im Oktober 2020 in Japan und im August 2021 in Deutschland bei Manga Cult. Es folgte das Artbook Demon Slayer – Kimetsu no Yaiba: Im Laufe der Jahre, dessen deutsche Veröffentlichung für Dezember 2025 angekündigt ist.
Zum Manga erschienen in Japan drei Light Novels. Zunächst kam am 4. Februar 2019 Kimetsu no Yaiba Shiawase no Hana (鬼滅の刃 しあわせの花) heraus, von Gotōge und Aya Yajima. Es folgte am 4. Oktober 2019 Kimetsu no Yaiba Katahane no Chō (鬼滅の刃 片羽の蝶) und schließlich am 3. Juli 2020 Kimetsu no Yaiba: Kaze no Michishirube (鬼滅の刃 風の道しるべ).

## Anime
Beim Studio Ufotable entstanden für 2019 sowohl eine Anime-Fernsehserie als auch ein Kinofilm. Der am 29. März 2019 in die Kinos gekommene Film Kimetsu no Yaiba: Kyōdai no Kizuna entstand unter der Regie von Haruo Sotozaki und besteht aus den ersten fünf Episoden der Serie. Am 6. April 2019 startete dann die Fernsehserie, die unter demselben Regisseur entstand, der zusammen mit Takashi Suhara und Toshiyuki Shirai auch die Drehbücher schrieb. Für das Charakterdesign war Akira Matsushima verantwortlich und die künstlerische Leitung lag bei Koji Eto und Masaru Yanaka. Nach der ersten Staffel mit 26 Folgen kam der Film Demon Slayer: Kimetsu no Yaiba – The Movie: Mugen Train in die japanischen Kinos, der zugleich die auf die erste Staffel folgenden sechs Episoden bildete. Ihm folgte die Staffel Entertainment District Arc mit weiteren elf Folgen und der Swordsmith Village Arc mit erneut elf Folgen, sodass die Serie bisher 55 Folgen umfasst.
Die Ausstrahlung in Japan geschah ab dem 13. Oktober 2019 bei den Sendern BS11, Gunma TV, Tokyo MX und Tochigi TV. Parallel dazu wird der Anime über diverse Online-Plattformen international mit Untertiteln in mehreren Sprachen veröffentlicht. Dazu zählt ein Streaming mit deutschen Untertiteln über Wakanim. Die Onlineveröffentlichung wurde nach der Übernahme der Plattform durch Crunchyroll von dieser übernommen, wo später auch die deutsche Synchronfassung veröffentlicht wurde. Ab 27. August 2021 wurde die Serie bei ProSieben Maxx gezeigt.

### Synchronisation
Die deutsche Synchronfassung entstand bei Oxygen Sound Studios unter der Regie und nach einem Dialogbuch von Christian Zeiger.
| Rolle              | japanische Sprecher (Seiyū) | deutsche Sprecher         |
| ------------------ | --------------------------- | ------------------------- |
| Tanjirō Kamado     | Natsuki Hanae               | Constantin von Jascheroff |
| Nezuko Kamado      | Akari Kitō                  | Julia Meynen              |
| Sakonji Urokodaki  | Hōchu Ōtsuka                | Klaus-Dieter Klebsch      |
| Giyū Tomioka       | Takahiro Sakurai            | Nico Sablik               |
| Zenitsu Agatsuma   | Hiro Shimono                | Dirk Petrick              |
| Inosuke Hashibira  | Yoshitsugu Matsuoka         | Dennis Schmidt-Foß        |
| Shinobu Kochō      | Saori Hayami                | Maria Koschny             |
| Kanao Tsuyuri      | Reina Ueda                  | Lisa May-Mitsching        |
| Kyōjurō Rengoku    | Satoshi Hino                | Tommy Morgenstern         |
| Mitsuri Kanroji    | Kana Hanazawa               | Moira May                 |
| Muichirō Tokitō    | Kengo Kawanishi             | Nicolás Artajo            |
| Enmu               | Daisuke Hirakawa            | Rainer Fritzsche          |
| Muzan Kibutsuji    | Toshihiko Seki              | Norman Matt               |
| Mukago             | Kana Ueda                   | Jamie Lee Blank           |
| Akaza              | Akira Ishida                | Gerrit Schmidt-Foß        |
| Sanemi Shinazugawa | Tomokazu Seki               | Sebastian Schulz          |
| Tengen Uzui        | Katsuyuki Konishi           | Tim Knauer                |

### Musik
Die Musik von Kinofilm und Serie wurde komponiert von Gō Shiina und Yuki Kajiura. Das Vorspannlied der ersten Staffel ist Gurenge von LiSA, der Abspann ist unterlegt mit dem Titel from the edge von FictionJunction feat. LiSA. Der Abspanntitel des Kinofilms lautet Homura. Der Vorspanntitel für die zweite Staffel ist Akeboshi und der Abspanntitel ist Shirogane. Alle drei Lieder werden ebenfalls durch LiSA vorgetragen.
Die japanische Sängerin milet und die Rockband Man with a Mission singen mit Kizuna no Kiseki und Koi Kogare sowohl das Vorspann- als auch das Abspannlied zur dritten Staffel der Serie. Koi Kogare wurde von Yuki Kajiura geschrieben, die die Musik zur Serie komponiert.

## Publikumserfolg
Demon Slayer war vor der Anime-Umsetzung als Manga kein Hit, wie Hiroyuki Nakano, Chefredakteur der Shūkan Shōnen Jump, in einem Interview einräumte. Von den Verkaufszahlen pro Band lag die Serie deutlich hinter anderen zeitgenössischen Hits der Shūkan Shōnen Jump, wie etwa One Piece, My Hero Academia, Haikyu!!, The Promised Neverland und Food Wars! Shokugeki no Soma. Der Manga hatte bis zum Februar 2019, nach drei Jahren Laufzeit, lediglich insgesamt 3,5 Millionen Bände verkauft. Laut Nakano würden Manga-Verkaufszahlen sich normalerweise während der Ausstrahlung einer Anime-Adaption graduell steigern, doch bei Demon Slayer seien die Verkaufszahlen stattdessen nach dem Ende der ersten Staffel mit einem Mal in die Höhe geschossen. Im September 2019 hatte die Serie 10 Millionen Exemplare, im Dezember 2019, mit der Veröffentlichung des 18. Sammelbandes, 25 Millionen Exemplare, und im Mai 2020 schließlich 60 Millionen Exemplare im Umlauf. Alleine zwischen November 2019 und Mai 2020 wurden laut Chartunternehmen Oricon über 45 Millionen Sammelbände verkauft. Im Dezember 2020 waren schließlich über 100 Millionen Bände verkauft und der in diesem Monat erschienene 23. Band verkaufte sich über 2,8 Millionen Mal in einer Woche. Im Februar 2021 waren 150 Millionen Exemplare im Umlauf. Auch in den USA verkaufte sich die Serie so gut, dass sie 2021 mit knapp 30 Millionen Verkäufen auf Platz 2 der erfolgreichsten Manga-Serien stand, übertroffen vom neueren Hit Jujutsu Kaisen.
Der Kinofilm Demon Slayer: Kimetsu no Yaiba – The Movie: Mugen Train war 2020 der weltweit erfolgreichste Film nach Einspielergebnis. Er war damit der erste Nicht-Hollywood-Film in der Geschichte des Kinos, der dies erreichte. Der zweite Kinofilm Demon Slayer: Kimetsu no Yaiba – To the Swordsmith Village spielte alleine in den heimischen Kinos Japans 10,1 Millionen US-Dollar und insgesamt weltweit über 23 Millionen US-Dollar ein. Auch die Fernsehserie erreichte in Japan hohe Zuschauerzahlen. Die Staffeln Entertainment District Arc und Swordsmith Village Arc erreichten bis zu 25,5 und 22,8 Millionen Zuschauer. Laut der Datenbank CharaBiz war Demon Slayer im Jahr 2020 das kommerziell erfolgreichste Franchise in Japan und erzielte größere Einnahmen als traditionelle Franchises und Marken wie Pokémon, Micky Maus und Peanuts. Laut Tōyō Keizai Shimpō lagen die Gesamteinnahmen von Demon Slayer in diesem Jahr bei etwa 1 Billion Yen, davon 900 Milliarden aus Merchandising.